# Lilie Tommos
Lilia Margareta Tommos, född Enblom 26 november 1900 i Danderyds församling, död där 2 februari 1992, var en svensk skulptör.
Tommos studerade från 1921 på bildhuggarlinjen vid Kungliga konsthögskolan i Stockholm. Under sin studietid träffade hon sin blivande man arkitekten Ville Tommos. 